# Mniotype bathensis
Mniotype bathensis là một loài bướm đêm trong họ Noctuidae.